# Liptena eketi
Liptena eketi är en fjärilsart som beskrevs av Bethune-Baker 1926. Liptena eketi ingår i släktet Liptena och familjen juvelvingar. Inga underarter finns listade i Catalogue of Life.